# 발레리 발리츠카
발레리 발리츠카(Valery Vyalichka, 1966년 9월 12일 ~ )는 벨라루스 출신의 전 축구 선수이다.

## 클럽 경력
1996년 천안 일화 천마에 입단하여 한 시즌 동안 활약하였다. 당시 등록명은 발레리를 사용하였고 포지션은 공격수였다.
리그 2경기에 출장하였고 공격포인트는 기록하지 못 하였다.